# Armutlu, Yalova
Armutlu là một huyện thuộc tỉnh Yalova, Thổ Nhĩ Kỳ. Huyện có diện tích 238 km² và dân số thời điểm năm 2007 là 7210 người, mật độ 30 người/km².